# Walter Schmied

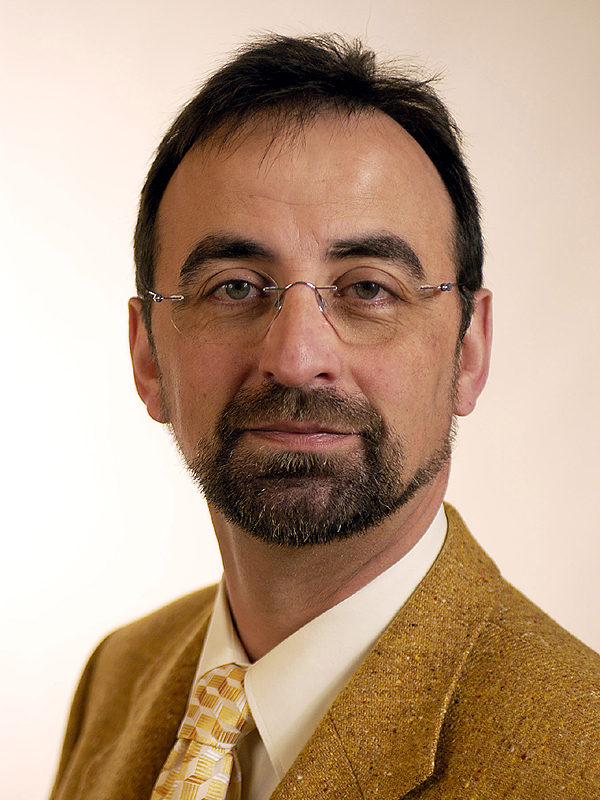
Walter Schmied

Walter Schmied (* 9. Januar 1953 in Moutier, heimatberechtigt in Brienz) ist ein Schweizer Politiker (SVP). Er war vom 25. November 1991 bis 2. Dezember 2007 Mitglied des Nationalrats.

## Lebenslauf
Walter Schmied ging in Moutier zur Schule und machte später eine Ausbildung zum Agraringenieur.

## Politische Karriere
Von 1979 bis 1982 war er Stadtrat von Moutier und von 1982 bis 1991 Grossrat des Kanton Bern.
Von 1991 bis 2007 war er Nationalrat. Von 3. April 2000 bis 26. Januar 2004 war er Stellvertreter der Parlamentarischen Versammlung des Europarates für die Schweiz und von 26. Januar 2004 bis 21. Januar 2008 war er Vertreter der Parlamentarischen Versammlung des Europarates für die Schweiz. Im Nationalrat war er u. a. Ersatzstimmenzähler.